# Дувр
Дувр (англ. Dover [ˈdoʊvər], лат. Dubris) — місто й порт у Великій Британії, в англійському графстві Кент, на березі протоки Па-де-Кале, зв’язаний залізничним поромом з Дюнкерком та Кале (Франція).
Відповідно до перепису 2001 року в місті Дувр проживали 28 156 жителів. Населення з передмістями становило 39 078 жителів .
Дувр існував ще до римського вторгнення до Британії.

## Відомі особистості
У місті народився:
- Джон Редвуд (* 1951) — британський політик.

## Пам’ятки
Середньовічний замок, один з найбільших за площею у Великій Британії.

## Галерея

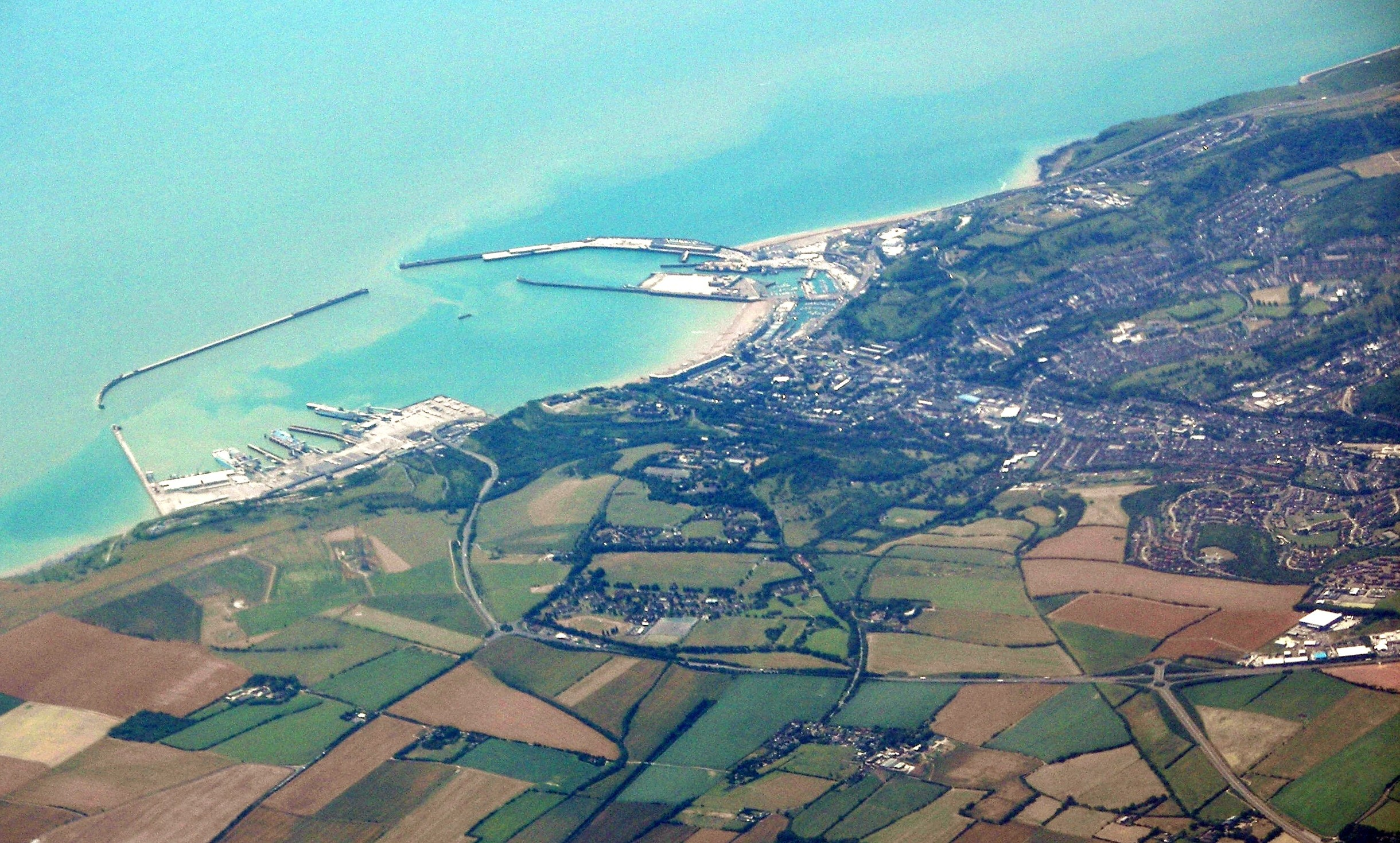
Дувр
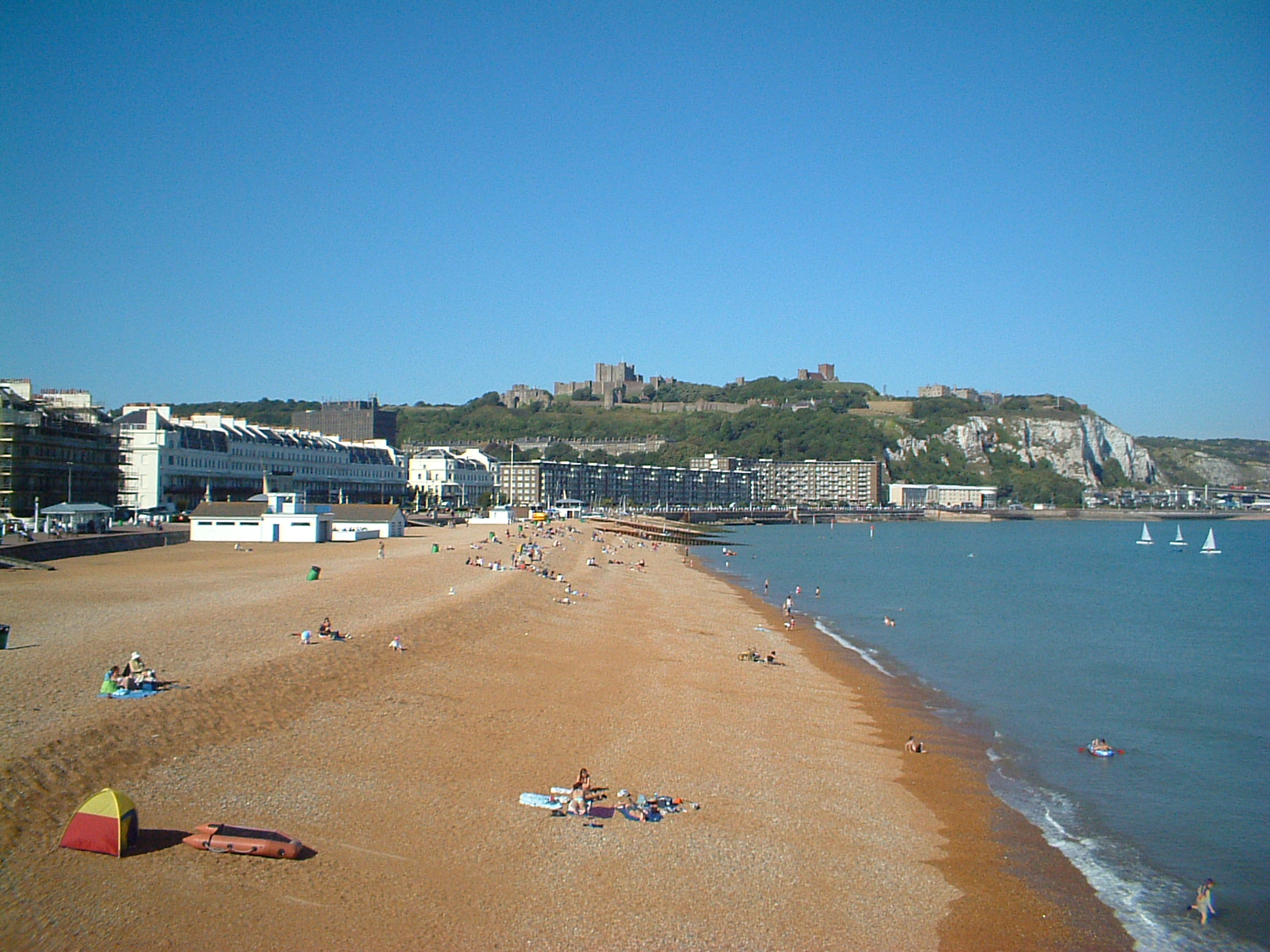
Дувр
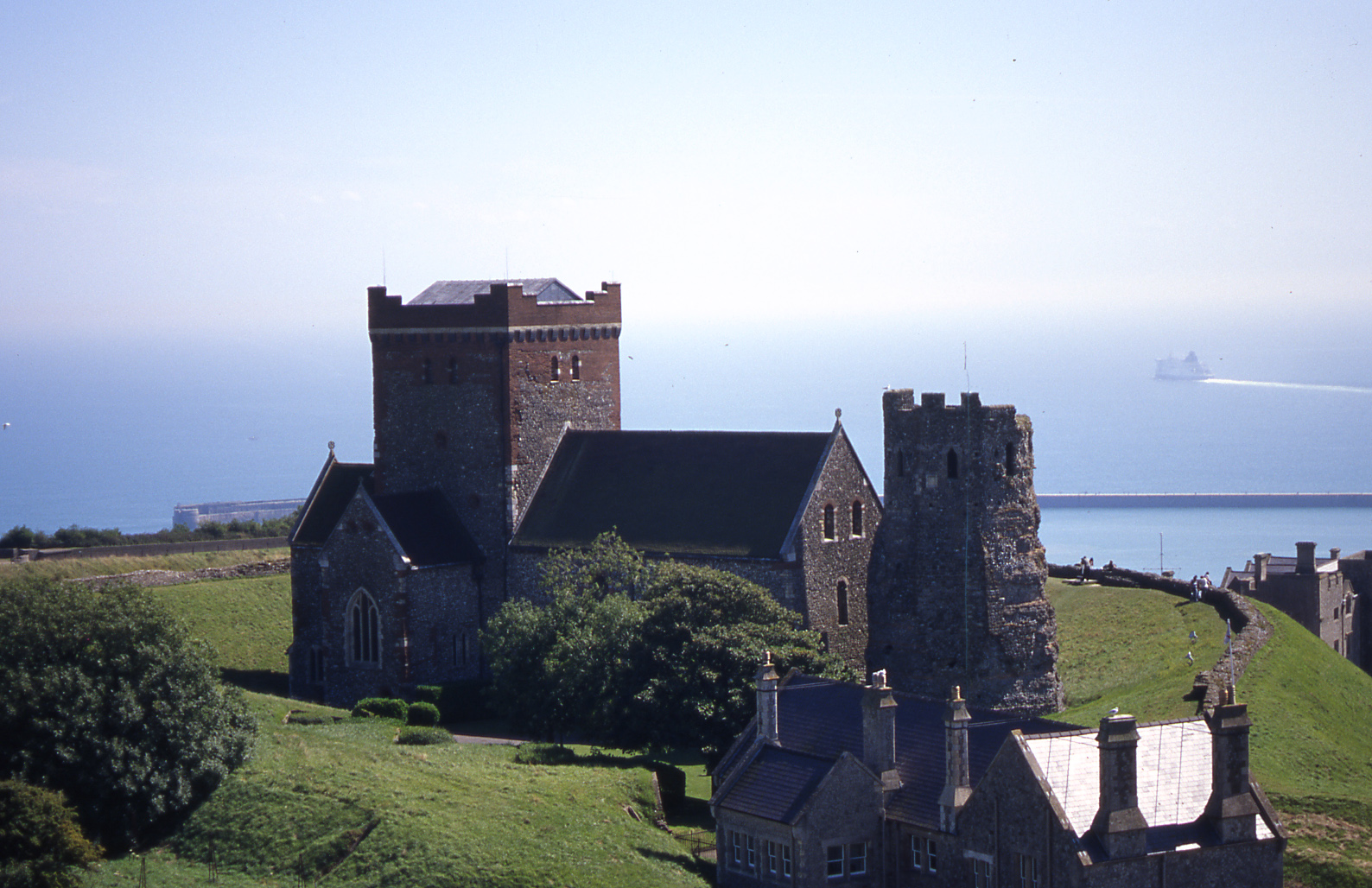
Маяк
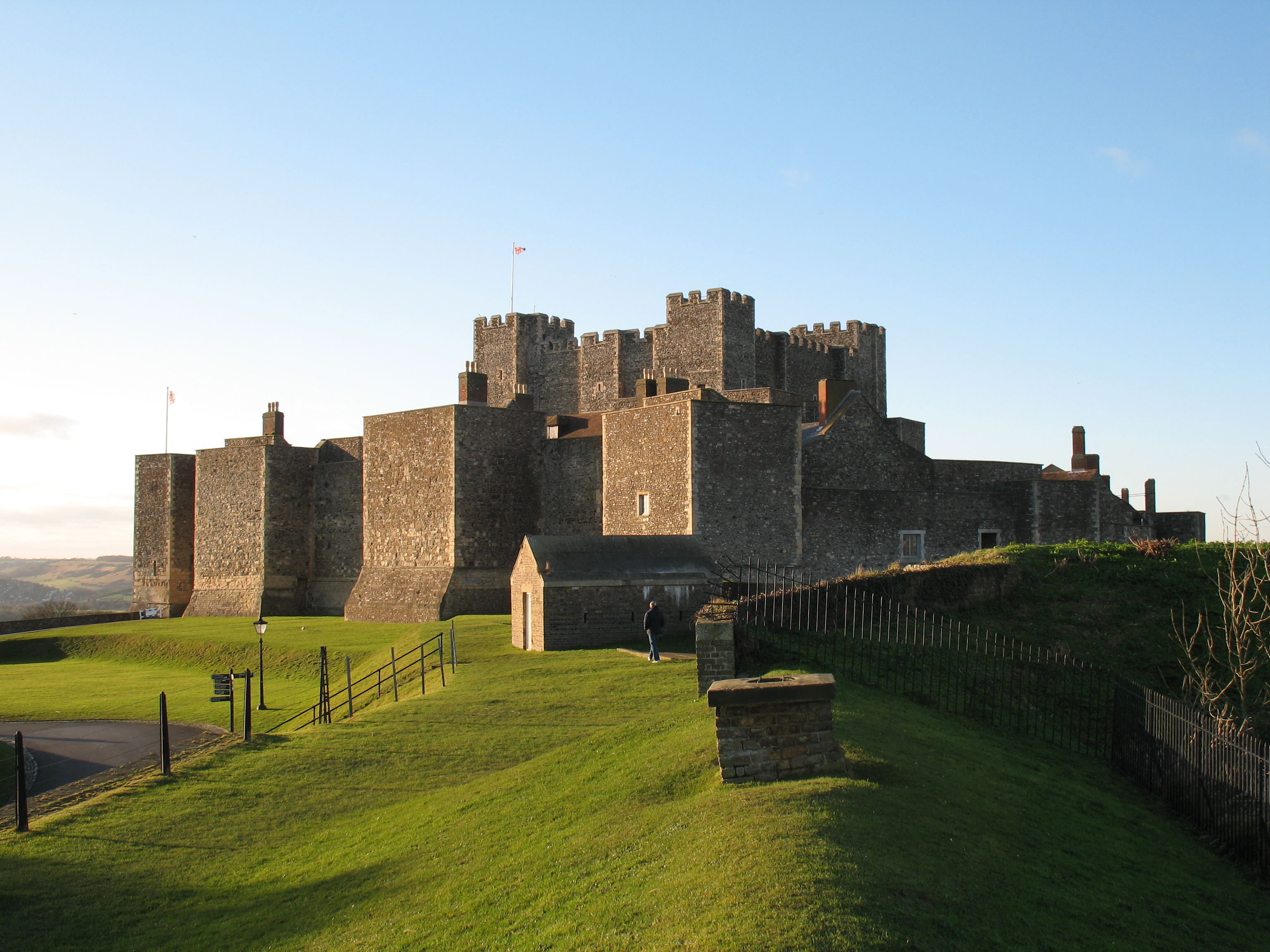
Міський замок